# MDPV
La metilendioxipirovalerona (MDPV) es una droga psicoactiva con potentes efectos estimulantes que actúa como un inhibidor de la recaptación de la noradrenalina y la dopamina. Desarrollado por primera vez en 1969, se mantuvo en la sombra hasta que alrededor de 2004 se empezó a sintetizar como droga de diseño. También se conoce en inglés como Ivory wave, MDPK, MTV, Magic, Maddie, Black Rob, Super Coke, PV y Peeve,; en español como «Ola de marfil», «Cielo de vainilla», «Bendición», «Naruto», «Droga caníbal», «La Leyenda Viviente» (a pesar de que se haya desmentido que provoque canibalismo) y «Relámpago blanco». En 2010, empezó a venderse sales de baño que contienen MDPV como una alternativa a las drogas legales.
Se han atribuido daño psicológicos y físicos relacionados al uso MDPV.
Algunas organizaciones (como Energy Control) desmienten la existencia de sustancias que lleven al canibalismo. No existe un solo caso de “ataques caníbales” documentados en toda la literatura científica mundial atribuida a la MDPV (a pesar de que la droga ha sido detectada desde 2004). En la serie más amplia documentada de intoxicaciones por MDPV no se hace referencia a episodios de agresividad, violencia o “ataques caníbales” inducidos por esta sustancia (sí se destaca que el 46% de los usuarios tenían antecedentes de problemas de salud mental). Antes de atribuir intoxicaciones o muertes a una determinada droga, se deberían esperar los resultados toxicológicos que confirmen su presencia en el organismo de la persona afectada.
También se suele utilizar como agente nootrópico por sus efectos estimulantes sobre el sistema nervioso.[cita requerida]

## Efectos
El MDPV actúa como un estimulante, con efectos similares a los de la cocaína, el metilfenidato y las anfetaminas.La diferencia respecto a la cocaína se debe a que la MDPV es 10 veces más afín por el transportador de dopamina (DAT), lo que le confiere una potencia mayor como psicoestimulante. Los efectos agudos pueden incluir:

### Efectos fisiológicos y psicológicos
| - taquicardia. - hipertensión. - vasoconstricción. - insomnio - náusea. - bruxismo. - aumento de la temperatura corporal, escalofríos, sudoración. - dilatación de pupilas. - cefalea. - cólico nefrítico. - acúfenos | - mareos - hiperestimulación. - disnea - agitación; hipertonía. - paranoia - confusión - delirios - ansiedad, conductas violentas. - acciones o pensamientos suicidas. |

Los síntomas psiquiátricos pueden persistir. Los síntomas físicos pueden progresar a rabdomiólisis, insuficiencia renal, convulsiones, acidosis metabólica, insuficiencia respiratoria, o insuficiencia hepática.[cita requerida]
En ratones, además, se ha observado que la exposición repetida a MDPV no solo induce un efecto ansiogénico, sino que también provoca agresividad, un efecto que se ha observado también en humanos. Además, al igual que el MDMA o éxtasis, la MDPV también provoca una mayor adaptación al aislamiento social.
En relación con la cocaína, con la que comparte su mecanismo de acción (ambas son principalmente bloqueadoras del DAT), se ha evidenciado una sensibilización locomotora cruzada entre ambas drogas, de manera que el consumo repetido de MDPV potencia los efectos psicoestimulantes de la cocaína (aun si se consume por primera vez), y viceversa. En este mismo sentido, también se ha demostrado una recaída cruzada entre ambas sustancias. Esto es, que un adicto a cocaína puede recaer al tomar MDPV, y viceversa.

### Efectos psicológicos deseados
- Euforia.
- Aumento en la vigilancia y la conciencia.
- Aumento de la vigilia y la excitación.
- Aumento de la energía y la motivación.
- Estimulación mental / aumento de la concentración.
- Aumento de la sociabilidad.
- Estimulación sexual / efectos afrodisíacos.
- Leves efectos empatógenos.
- Percepción de disminución de la necesidad de alimentos y de sueño.

### Efectos a largo plazo
No se tiene experiencia en los efectos a largo plazo que presentan los consumidores de esta sustancia, aunque en ratones se ha observado que su administración durante la adolescencia produce que en la edad adulta esos animales presenten unos parámetros de conducta de reforzamiento a la cocaína mayores que los del grupo control, así como unas alteraciones persistentes en marcadores de adicción, lo que indica una mayor vulnerabilidad a la cocaína. Y aquí recurren las academias, a información escasamente verídica sobre el procedimiento de tal droga.